# Jamesdicksonia sporoboli
Jamesdicksonia sporoboli är en svampart som först beskrevs av H.S. Jacks., och fick sitt nu gällande namn av M. Piepenbr. 2003. Jamesdicksonia sporoboli ingår i släktet Jamesdicksonia och familjen Georgefischeriaceae.   Inga underarter finns listade i Catalogue of Life.